# Dichaea alinae
Dichaea alinae là một loài thực vật có hoa trong họ Lan. Loài này được Szlach. mô tả khoa học đầu tiên năm 2006.